# Rio Tarumã
O Rio Tarumã é um rio que banha os bairros do Bacacheri, do Tarumã e o Bairro Alto, no município brasileiro de Curitiba, capital do Paraná.